# The Leopard Man
The Leopard Man is een Amerikaanse horrorfilm uit 1943 onder regie van Jacques Tourneur. Het scenario is gebaseerd op de roman Black Alibi (1942) van de Amerikaanse auteur Cornell Woolrich.

## Verhaal
Een danseres in een nachtclub gebruikt een luipaard tijdens haar nummer. De luipaard is zo bang dat hij wegvlucht. Niet lang daarna vindt de politie een dode vrouw terug, die schijnbaar is aangevallen door een wild dier. Naarmate het onderzoek vordert, vallen er steeds meer doden. De eigenaar van de nachtclub begint te twijfelen of het wel de luipaard is die zo veel slachtoffers maakt.

## Rolverdeling
| Acteur           | Personage     |
| ---------------- | ------------- |
| Dennis O'Keefe   | Jerry Manning |
| Margo            | Clo-Clo       |
| Jean Brooks      | Kiki Walker   |
| Isabel Jewell    | Maria         |
| Marguerite Sylva | Marta         |